# 細尾新醜鮋
細尾新醜鮋，為輻鰭魚綱鮋形目鮋亞目奇矮鮋科的其中一種，為溫帶海水魚，分布於澳洲海域，為特有種，體長可達6公分，棲息在大陸棚底層水域，生活習性不明。